# Szpiedzy w Warszawie
Szpiedzy w Warszawie (ang. The Spies of Warsaw, 2012–2013) – czteroodcinkowy polsko-brytyjski miniserial dramat wojenny z elementami akcji i przygody produkcji BBC Films i Telewizji Polskiej, powstały w oparciu o powieść Alana Fursta o tym samym tytule. Zdjęcia do serialu powstały w Warszawie i w Krakowie.
Światowa premiera serialu odbyła się 9 stycznia 2013 roku na brytyjskim kanale BBC Four. Premiera serialu w Polsce miała miejsce 11 stycznia 2013 roku na antenie TVP1. W Polsce emitowana jest wersja czteroodcinkowa, w przeciwieństwie do Wielkiej Brytanii i Stanów Zjednoczonych, gdzie Szpiedzy w Warszawie wyemitowani zostali jako dwa półtoragodzinne odcinki.

## Opis fabuły
Akcja serialu rozgrywa się w Warszawie w roku 1937. Pułkownik Jean-François Mercier (David Tennant) zostaje attaché wojskowym w ambasadzie francuskiej w Warszawie. Ma zbierać tam informacje o planach III Rzeszy. Bohater zostaje wciągnięty w świat podstępów, szarad i intryg. Wkrótce pułkownik poznaje prawniczkę polskiego pochodzenia Annę Skarbek (Janet Montgomery), która związana jest z Rosjaninem podającym się za dziennikarza.

## Obsada
- David Tennant − Jean-François Mercier
- Janet Montgomery − Anna Skarbek
- Marcin Dorociński − Antoni Pakulski
- Ludger Pistor − Edward Uhl
- Ann Eleonora Jorgensen − Olga Musser
- Burn Gorman − Jourdain
- Adam Godley − Halbach
- Linda Bassett − Malka Rosen
- Tuppence Middleton − Gabrielle
- Mirosław Zbrojewicz − Marek
- Anna Czartoryska − Cecylia
- Radosław Kaim − August Voss
- Joanna Kulig − Renata
- Magdalena Popławska − księżniczka Ewa
- Grzegorz Kowalczyk
- Sebastian Stegmann
- Jarosław Karpuk − ukraiński bandyta
- Eugenij Malinowski − ukraiński bandyta
- Grzegorz Klis − ukraiński bandyta
- Krzysztof Urbanowicz − ukraiński bandyta
- Krzysztof Wnuk − ukraiński bandyta
- Mel Giedroyc – Trudi

i inni.

## Wersja polska
Wersja polska: na zlecenie Telewizji Polskiej – Master Film

Reżyseria: Elżbieta Jeżewska 

Tłumaczenie i dialogi: Witold Surowiak 

Nagrania i montaż dialogów: Jacek Osławski 

Organizacja nagrań: Romuald Cieślak 

Zgranie wersji polskiej: soundmaking.pl – Sebastian Witkowski, Mateusz Adamczyk

Występują:
- Andrzej Chyra – Jean-François Mercier
- Anna Dereszowska – Anna Skarbek
- Leon Charewicz – Edvard Uhl
- Marta Klubowicz – Olga Musser
- Artur Dziurman – Maxim Mostov
- Artur Barciś – Jourdain
- Aleksandra Koncewicz – Pani Dujin
- Andrzej Kozak – Doktor Lapp
- Anna Seniuk – Malka Rozen
- Miłogost Reczek – Viktor Rozen
- Anna Milewska – Helena Skarbek
- Przemysław Stippa – Rody Fitzware
- Ignacy Gogolewski – generał Beauvillers

i inni

## Oglądalność
| Odcinek | 1 seria                      |
| ------- | ---------------------------- |
| 1       | 3 556 950 (11 stycznia 2013) |
| 2       | 2 575 450 (18 stycznia 2013) |
| 3       | 2 312 653 (25 stycznia 2013) |
| 4       | 2 221 029 (1 lutego 2013)    |
| Średnio | 2 676 825                    |